# Dorothea Lange
(Dorothea Lange)
Dorothea Lange (Hoboken, 26 maggio 1895 – San Francisco, 11 ottobre 1965) è stata una fotografa documentaria statunitense. Il suo nome alla nascita era Dorothea Margaretta Nutzhorn, ma decise di farsi chiamare Dorothea Lange, prendendo il cognome della madre.

## Biografia

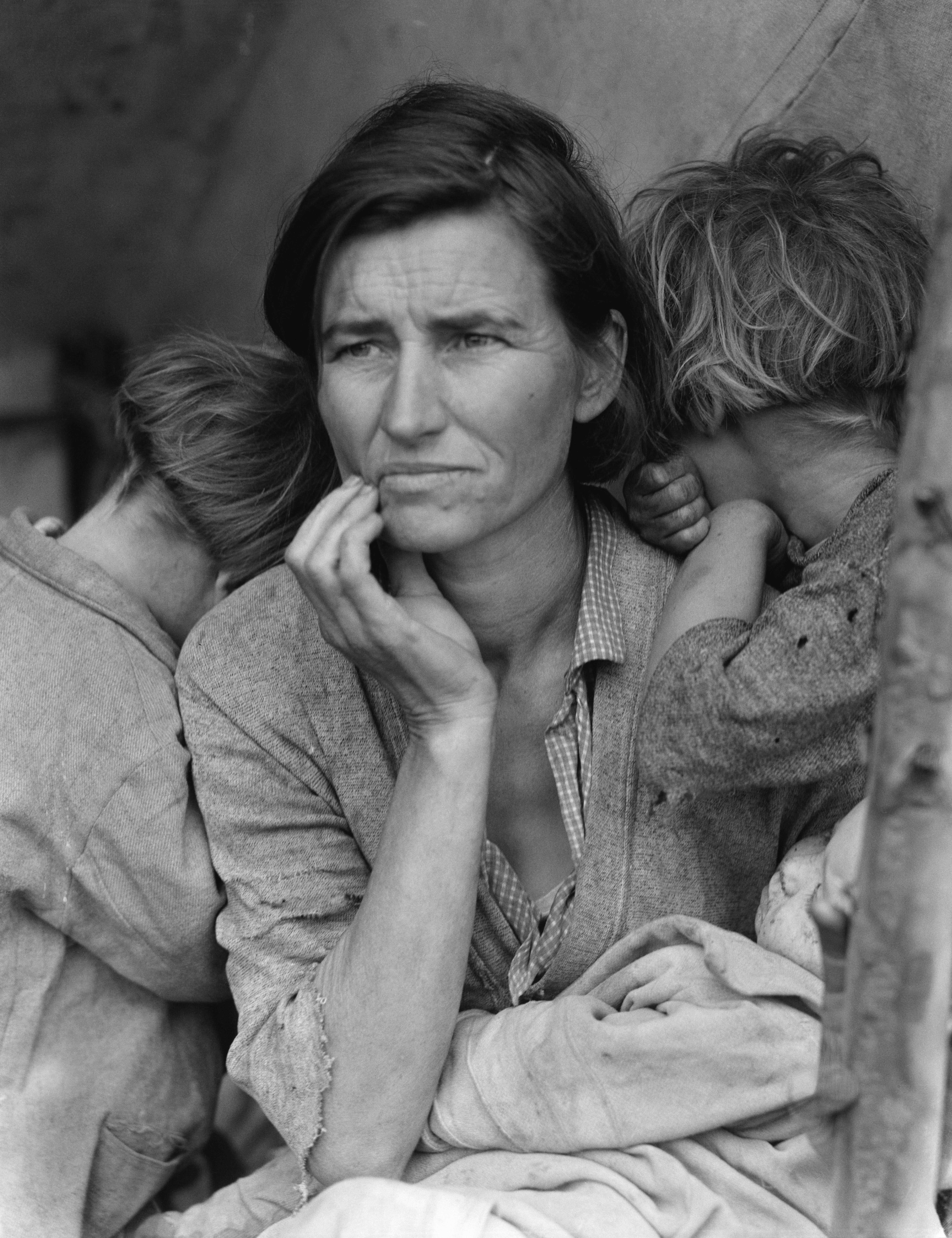
Dorothea Lange, Migrant Mother, 1936

Era la primogenita di Johanna Lange e Heinrich Nutzhorn, entrambi figli di immigrati tedeschi ed aveva un fratello minore di nome Martin. Nel 1902, a soli 7 anni, fu colpita dalla poliomielite, che le causò un deficit permanente alla gamba destra. Dorothea Lange reagì al suo handicap con estrema determinazione, studiando fotografia a New York con Clarence H. White e collaborando con diversi studi, come quello, celebre, di Arnold Genthe.
Nel 1918 partì per una spedizione fotografica attraverso il mondo. Quando i soldi finirono si fermò a San Francisco, aprendo un suo studio personale e diventando parte integrante della vita della città, fino alla morte. Proprio lì dove Genthe aveva costruito il suo successo, prima di spostarsi a New York, Dorothea Lange consolidò il suo futuro: sposò il pittore Maynard Dixon ed ebbe due figli, Daniel (1925) e John (1928). Lange frequentò alcuni dei fotografi fondatori del Gruppo F/64, ma non aderì mai formalmente al gruppo. È invece sicuramente una fotografa che aderì alla filosofia della straight photography.
La sua capillare opera di ricognizione tra disoccupati e senzatetto della California suscitò le immediate attenzioni della Rural Resettlement Administration, organismo federale di monitoraggio della crisi destinata, in seguito, a diventare l'FSA (Farm Security Administration). Fotografò i contadini che avevano abbandonato le campagne a causa del Dust Bowl, le tempeste di sabbia che avevano desertificato 4 000 000 km² di terreni agricoli degli Stati Uniti. Le sue foto attirarono l'attenzione di Paul Schuster Taylor, economista della università della California, che le commissionò un'ampia documentazione fotografica.
Tra il 1935 e il 1939, fece un gran numero di reportage, sempre sulla condizione di immigrati, braccianti e operai. Il 1935 fu anche l'anno in cui Dorothea divorziò da Dixon, sposando Paul Taylor che divenne l'uomo-chiave della sua attività professionale: ai reportage fotografici della moglie, Taylor contribuì con interviste, raccolte di dati e analisi statistiche. Nel 1947 collaborò alla nascita dell'agenzia Magnum e nel 1952 fu tra i fondatori della rivista Aperture.
Alcuni scatti di Dorothea Lange, grazie alla frequente pubblicazione dei suoi lavori nelle riviste dell'epoca, diventarono molto famosi. Su tutte, Migrant mother fu probabilmente quella che tutt'oggi viene considerata un'icona della storia della fotografia: il soggetto è Florence Leona Christie Thompson, una donna di 32 anni, madre di sette figli, immortalata nei pressi di un campo di piselli in California (il titolo originale, infatti, è Destitute Pea Picker). Esiste un curioso fatto che riguarda questa fotografia: nello scatto originale (conservato alla Library of Congress di Washington), appare il dito di una mano in basso a destra, che però nella foto andata in diffusione di stampa è stato ritoccato. Sul sito della Library of Congress è possibile visionarle entrambe.
A causa delle cattive condizioni di salute in cui versò negli ultimi anni di vita, la sua attività subì una brusca battuta d'arresto. Morì a 70 anni per un cancro all'esofago.